# Вишње Ладичковце
Вишње Ладичковце (слч. Vyšné Ladičkovce) насељено је мјесто са административним статусом сеоске општине (слч. obec) у округу Хумење, у Прешовском крају, Словачка Република.

## Становништво
| Година:    | 1994. | 2004.   | 2014.    | 2024.    |
| ---------- | ----- | ------- | -------- | -------- |
| Број људи: | 262   | 236     | 206      | 180      |
| Разлика:   |       | -9,92 % | -12,71 % | -12,62 % |

| Година:    | 2023. | 2024.   |
| ---------- | ----- | ------- |
| Број људи: | 184   | 180     |
| Разлика:   |       | -2,17 % |

Према подацима о броју становника из 2024. године насеље је имало 180 становника.